# 2729 Urumqi
2729 Urumqi (1979 UA2) là một tiểu hành tinh vành đai chính được phát hiện ngày 18 tháng 10 năm 1979 bởi Đài thiên văn Tử Kim Sơn ở Nanking.